# 그리스도의 법
그리스도의 법(The law of Christ, ὁ νόμος τοῦ Χριστοῦ)은 오직 갈라디아서 6장 2절“너희가 서로 짐을 지라 그리하여 그리스도의 법을 성취하라”과 고린도전서 9장 21절에서 ('그리스도의 법아래', ἔννομος Χριστῷ) 발견되는데 그 의미는 분명하지 않다.

## 같이 보기
- 그리스도론

- 예수
- 새 계명